# Ouro Branco (kommun i Brasilien, Alagoas)
Ouro Branco är en kommun i Brasilien.   Den ligger i delstaten Alagoas, i den östra delen av landet, 1 400 km nordost om huvudstaden Brasília. Antalet invånare är 10 911.
Omgivningarna runt Ouro Branco är huvudsakligen savann. Runt Ouro Branco är det ganska glesbefolkat, med 48 invånare per kvadratkilometer.